# Thiên Trường (phủ)
Thiên Trường là một phủ (lộ) dưới thời Trần-Lê. Ngày nay là các huyện Giao Thủy, Xuân Trường, Nam Trực, Trực Ninh, Mỹ Lộc, đều thuộc tỉnh Nam Định.

## Lịch sử hành chính
Năm 1262, Trần Thánh Tông đổi hương Tức Mạc (quê gốc của nhà Trần) thành phủ Thiên Trường, sau đó phủ được nâng thành lộ.
Năm Quang Thuận thứ 7 (1466), nhà Lê gọi Thừa Tuyên Thiên Trường. Năm 1469 dưới thời vua Lê Thánh Tông, lần đầu tiên có bản đồ Đại Việt, Thiên Trường được đổi làm thừa tuyên Sơn Nam.
Năm 1741, Thiên Trường là một phủ lộ thuộc Sơn Nam Hạ, bao gồm 4 huyện Nam Chân (Nam Trực), Giao Thủy, Mỹ Lộc, Thượng Nguyên.
Năm 1831, là một phủ thuộc tỉnh Nam Định. Ngày nay là các huyện Giao Thủy, Xuân Trường, Nam Trực, Trực Ninh, Mỹ Lộc đều thuộc tỉnh Nam Định.